# اندیس گورت چالوس
گورت چالوس یک اندیس غیرفلزی است که در حوالی شهر مرزن آباد استان مازندران قرار دارد و مادهٔ معدنی موجود در آن، باریت است.  